# کانگری جنوبی (کارولینای جنوبی)
کانگری جنوبی(به انگلیسی: South Congaree) شهری در ایالت کارولینای جنوبی کشور ایالات متحده آمریکا است که جمعیت آن در سرشماری سال ۲۰۱۰ میلادی، ۲٬۳۰۶ نفر بوده‌است.